# Calvin (nome)
Calvin  è un nome proprio di persona inglese maschile.

## Varianti
- Ipocoristici: Cal[1]

## Origine e diffusione

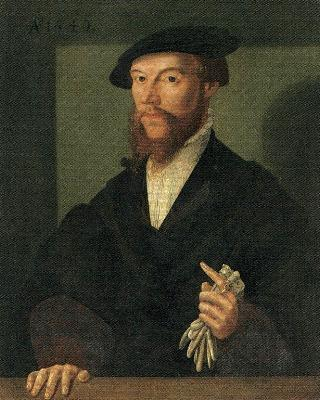
Giovanni Calvino in un ritratto di autore anonimo

È una ripresa del cognome di John Calvin (noto in italiano come Giovanni Calvino), un teologo francese tra gli avviatori della Riforma protestante. L'uso come nome proprio prese il via nel XVII secolo (XIX secondo altre fonti) proprio in suo onore.
Il nome originale di Calvino era Jehan Cauvin (o Jean Chauvin o Jean Caulvin); il cognome è basato sul francese chauve ("calvo"), a sua volta dal latino calvus (di medesimo significato), e venne latinizzato in Johannes Calvinus.

## Onomastico
Si tratta di un nome adespota, ovvero privo di santo patrono, quindi l'onomastico ricade il 1º novembre, festa di Ognissanti.

## Persone

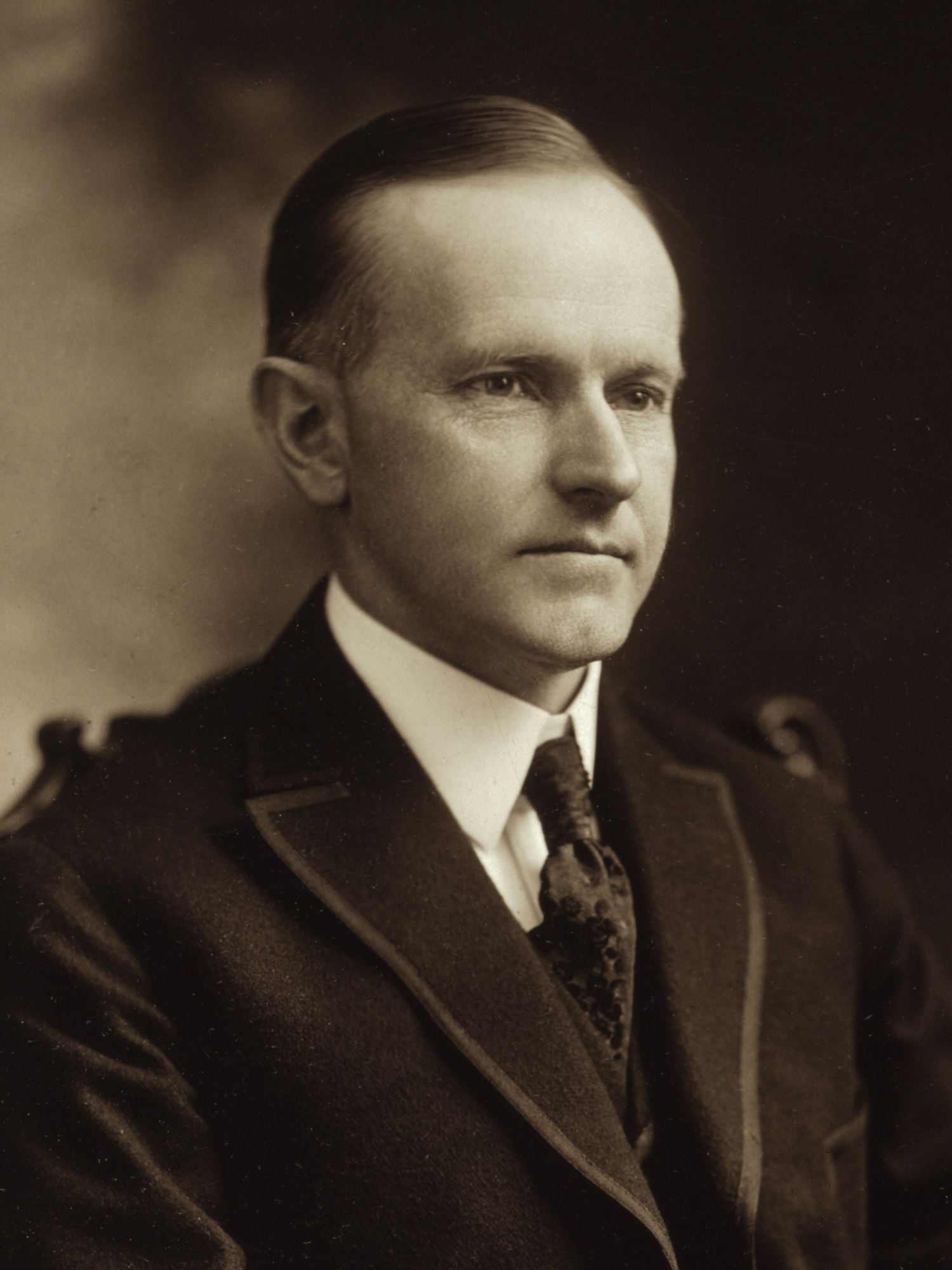
Calvin Coolidge

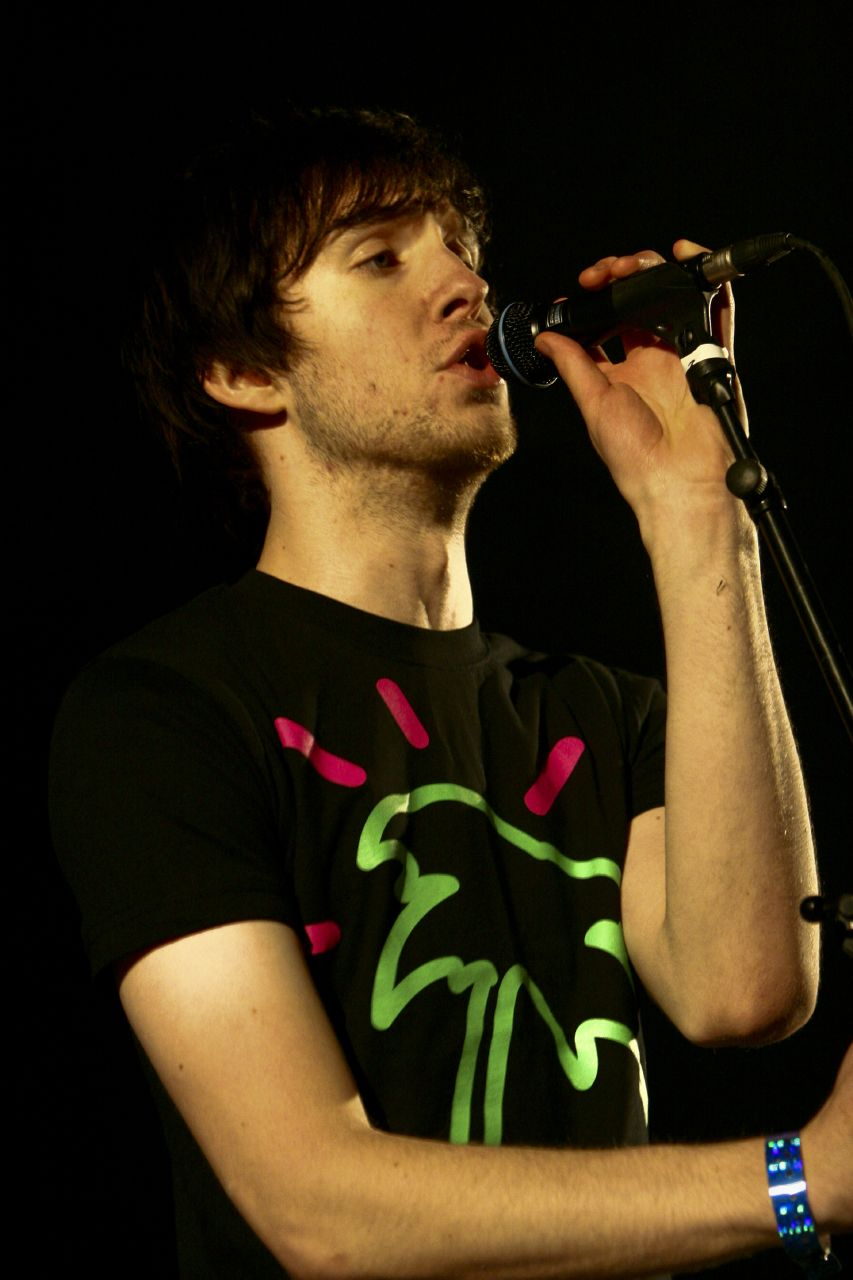
Calvin Harris

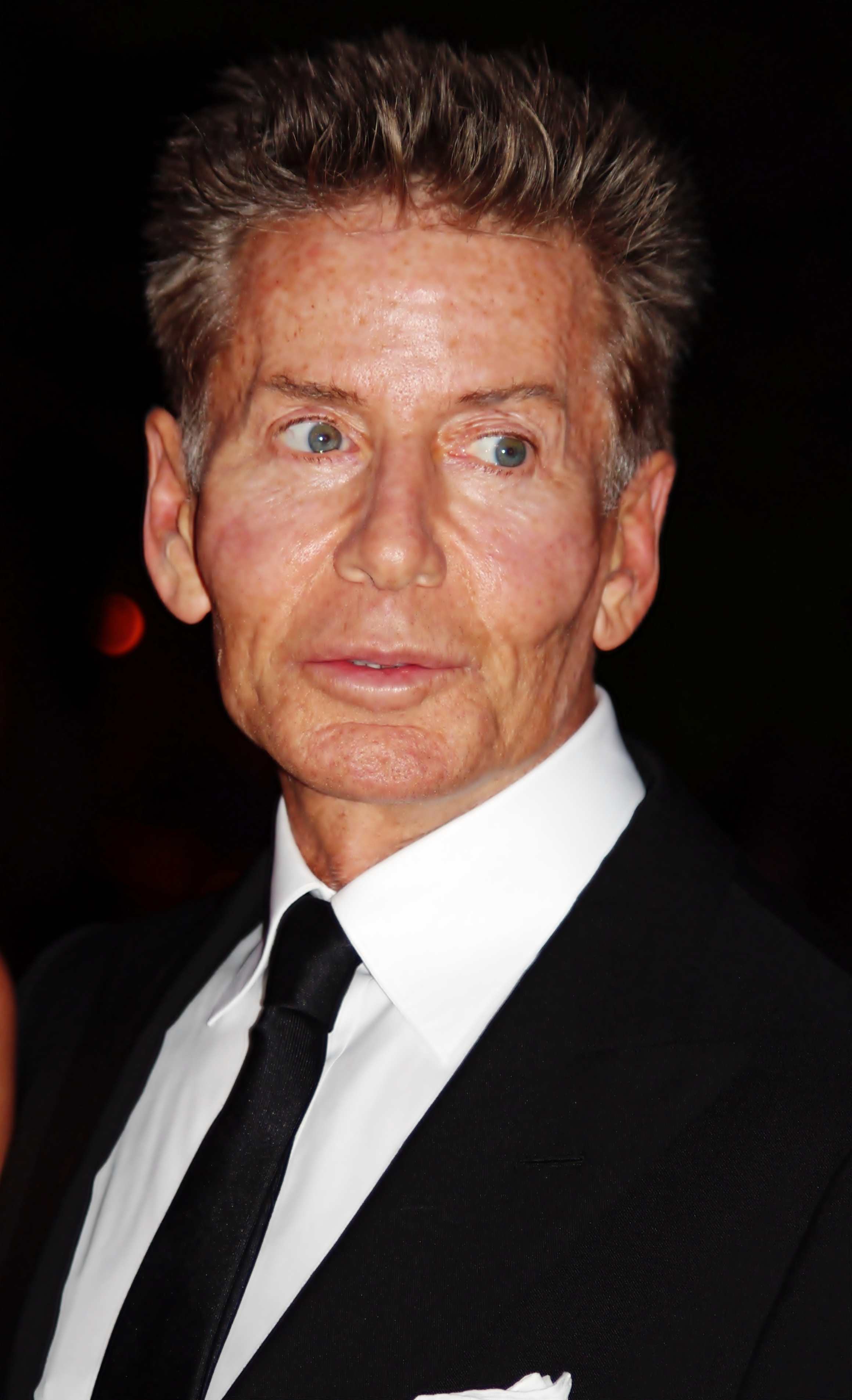
Calvin Klein

- Calvin Andrew, calciatore britannico
- Calvin Booth, cestista statunitense
- Calvin Bricker, atleta canadese
- Calvin Bridges, biologo statunitense
- Calvin Alan Byrd, vero nome di 40 Cal., rapper statunitense
- Calvin Chen, modello, cantante e attore taiwanese
- Calvin Coolidge, politico statunitense
- Calvin Cordozar Broadus Jr., vero nome di Snoop Dogg, rapper, attore e produttore discografico statunitense
- Calvin Duncan, cestista e allenatore di pallacanestro statunitense
- Calvin Fowler, cestista statunitense
- Calvin Garrett, cestista statunitense
- Calvin Goldspink, attore britannico
- Calvin Graham, cestista statunitense
- Calvin Harris, musicista, cantante, autore, DJ e produttore scozzese naturalizzato britannico
- Calvin Harrison, atleta statunitense
- Calvin Hill, giocatore di football americano statunitense
- Calvin Johnson, giocatore di football americano statunitense
- Calvin Johnson, musicista statunitense
- Calvin Jong-a-Pin, calciatore olandese
- Calvin Klein, stilista statunitense
- Calvin Levels, attore statunitense
- Calvin Marlin, calciatore sudafricano
- Calvin Murphy, cestista statunitense
- Calvin Natt, cestista statunitense
- Calvin Smith (1961), atleta statunitense
- Calvin Smith (1987), atleta statunitense
- Calvin Thomas, giocatore di football americano statunitense

### Variante Cal
- Cal Ramsey, cestista e giornalista statunitense
- Cal Bruton, cestista e allenatore di pallacanestro statunitense naturalizzato australiano
- Cal Christensen, cestista statunitense
- Cal Crutchlow, pilota motociclistico britannico
- Cal Hubbard, giocatore di football americano e arbitro di baseball statunitense
- Cal Niday, pilota automobilistico statunitense
- Cal Ripken, Jr., giocatore di baseball statunitense
- Cal Schenkel, illustratore statunitense
- Cal Taormina, pianista e arrangiatore italiano

## Il nome nelle arti
- Calvin è un personaggio della serie a fumetti Calvin & Hobbes.
- Cal Lightman è un personaggio della serie televisiva Lie to Me.
- Calvin J.Candie è un personaggio del film Django Unchained, interpretato da Leonardo DiCaprio.